# Pratt & Whitney J57
Pratt & Whitney JT3C (označení v americkém letectvu J57) byl americký proudový motor, který byl vyráběn mezi lety 1951 až 1965. Vyvinut byl z turbovrtulového motoru T45, určeného původně pro prototyp XB-52; poté, co vzrostly výkonnostní požadavky letounu B-52, se vývoj zaměřil na proudový motor. JT3C byl první americký motor, který překonal tah 10 000 liber (44,48 kN). Jeho šéfkonstruktér, Leonard S. Hobbs, obdržel cenu Collier Trophy. Dne 25. května 1953 s motorem J57 překonal prototyp YF-100 při svém prvním letu rychlost zvuku. Celkem bylo vyrobeno 21 170 kusů tohoto motoru. Později z něj byl vyvinut dvouproudový motor JT3D.

## Varianty
- J57-P-6 s tahem 43,11 kN
- J57-P-10 s tahem 46,67 kN (55,11 kN se vstřikem vody a metanolu při vzletu)
- J57-P-13 44,91 kN (64,47 kN s přídavným spalováním), resurs: 800 hodin
- J57-P-55 53,32 kN (66,65 kN s přídavným spalováním)

## Hlavní technické údaje

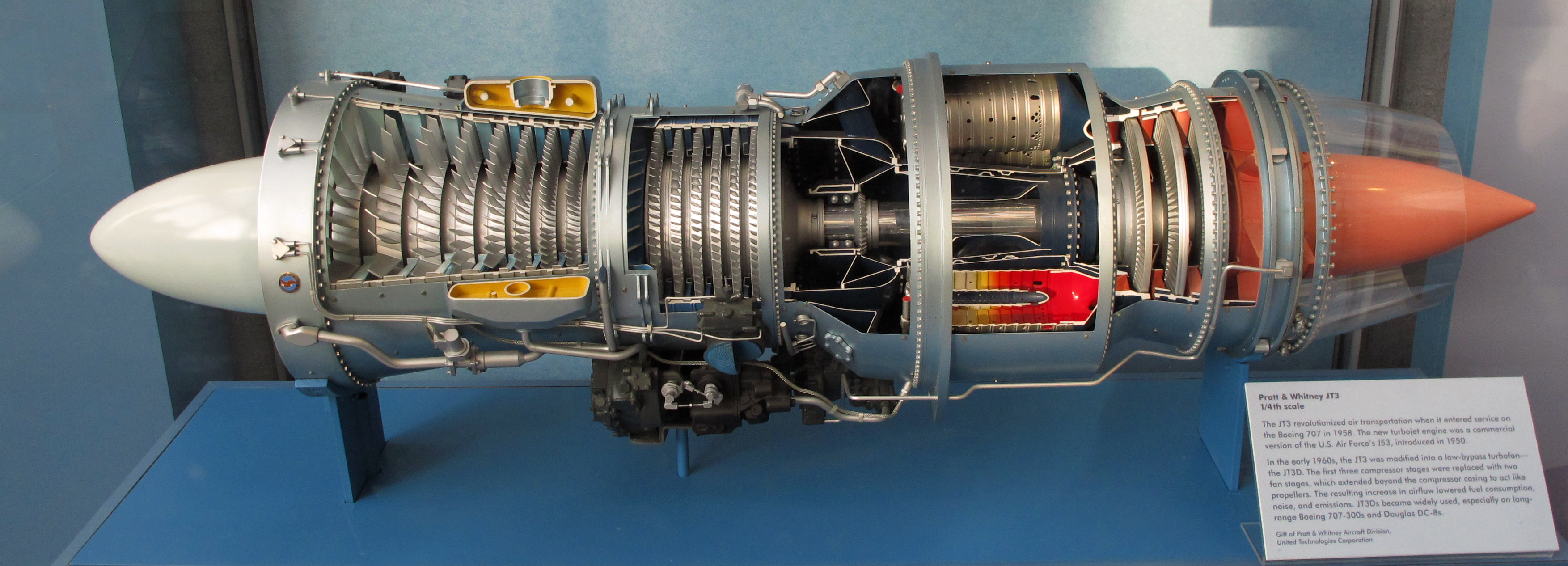
Pratt & Whitney JT3 (1/4 měřítko)

### J57-P-21A
- Dvourotorový jednoproudový motor s přídavným spalováním; kompresor axiální se 17 stupni, smíšená trubko-prstencová spalovací komora, třístupňová axiální turbína
- Délka: 6248 mm
- Průměr: 1016 mm
- Hmotnost suchého motoru: 2337 kg
- Statický tah:
  - 5307 kp (52,04 kN)
  - 7688 kp (75,40 kN) s přídavným spalováním
- Stupeň stlačení: 12,5÷1

### J57-P-23
- Dvourotorový jednoproudový motor s přídavným spalováním
- Délka: 6248 mm
- Průměr: 1016 mm
- Hmotnost suchého motoru: 2337 kg
- Statický tah:
  - 5307 kp (52,04 kN)
  - 7802 kp (76,51 kN) s přídavným spalováním
- Stupeň stlačení: 12,5÷1
- Teplota plynů před turbínou: 870 °C
- Měrná spotřeba paliva: 214,14 kg.kN/h s přídavným spalováním
- Poměr tah÷hmotnost: 3,32÷1

### J57-P-43WB
- Dvourotorový proudový motor se vstřikováním vody a metanolu pro zvýšení tahu na vzletovém režimu
- Délka: 4297 mm
- Průměr: 889 mm
- Hmotnost suchého motoru: 1757 kg
- Kompresor: dvourotorový 16stupňový axiální kompresor
- Statický tah (na vzlet. režimu): 5089 kp (49,91 kN) se vstřikováním vody a metanolu
- Stupeň stlačení: 12,0
- Teplota plynů před turbínou: 870 °C
- Měrná spotřeba paliva: 76,99 kg.kN/h (na vzletovém režimu)
- Poměr tah÷hmotnost: 2,896÷1

## Letouny
Vojenské (J57)
- Boeing B-52 Stratofortress

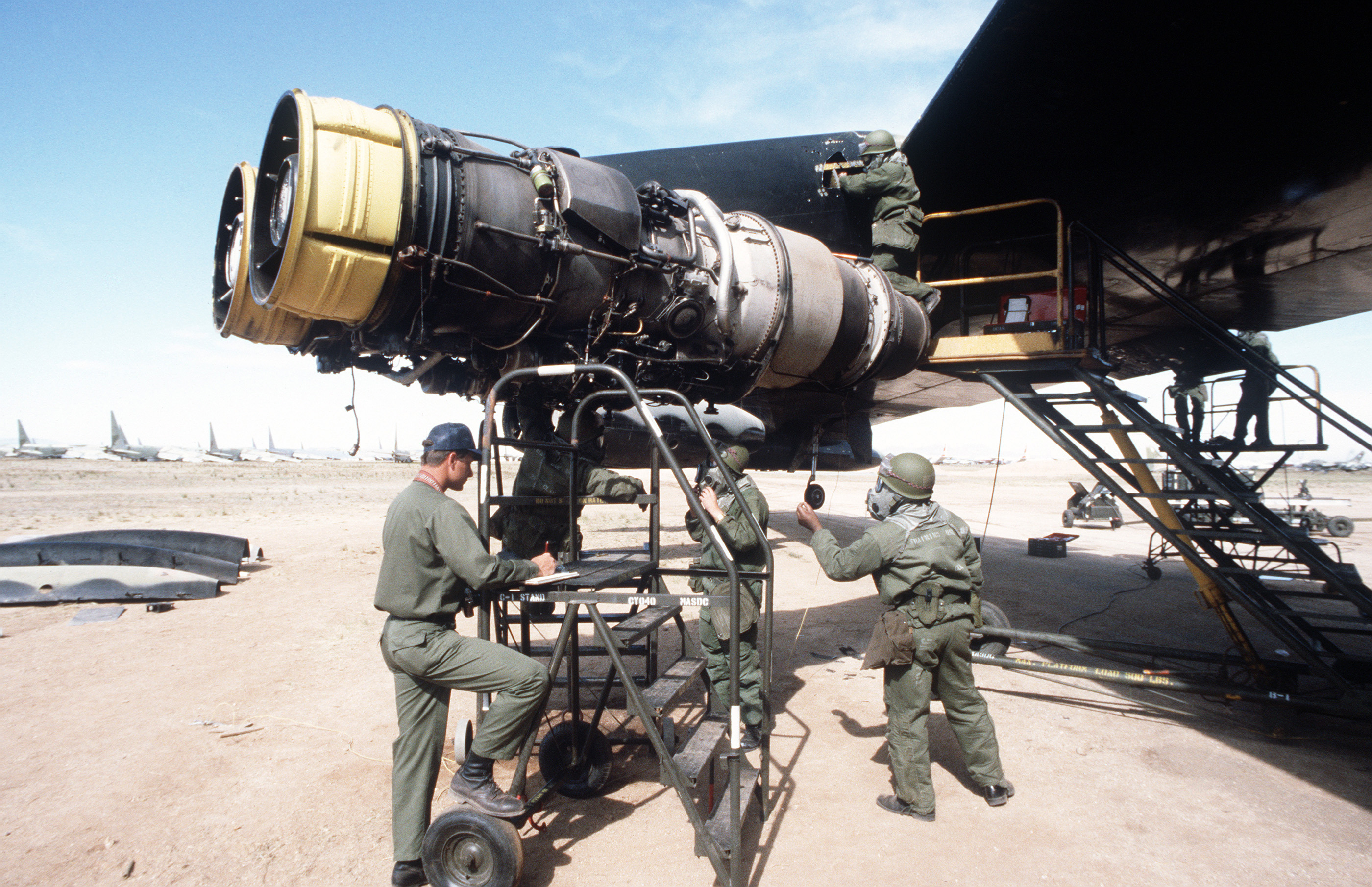
J57 na B-52D

- Boeing C-135 Stratolifter a KC-135 Stratotanker
- Convair F-102 Delta Dagger
- Convair YB-60
- Douglas A-3 Skywarrior
- Douglas F4D Skyray
- Lockheed U-2
- Martin B-57 Canberra
- McDonnell F-101 Voodoo
- North American F-100 Super Sabre
- Northrop XSM-62 Snark
- Vought F-8 Crusader

Civilní (JT3C)
- Boeing 367-80
- Boeing 707
- Boeing 720
- Douglas DC-8